# Яшмаково
Яшмаково (мар. Яшмак) — деревня в Медведевском районе Марий Эл Российской Федерации. Входит в состав Ежовского сельского поселения.
Численность населения — 141 человек (2021 год).

## География
Располагается в 12 км от административного центра сельского поселения — села Ежово, на берегу реки Яшмачиха, впадающей в Малую Кокшагу.

## История
В списке селений Царевококшайского уезда Яшмаково упоминается в 1795 году. В 1931 году в Яшмаково была создана коллективная сельскохозяйственная артель «Йошкар перо». В 1935 году построена животноводческая ферма.

## Население
| 2010 | 2011 | 2012 | 2013 | 2014 | 2017 | 2018 |
| ---- | ---- | ---- | ---- | ---- | ---- | ---- |
| 117  | ↗129 | ↗130 | ↘128 | ↗130 | ↘126 | ↗127 |
| 2019 | 2020 | 2021 |      |      |      |      |
| ↗141 | ↘139 | ↗141 |      |      |      |      |

Национальный состав на 1 января 2014 г.:
| Национальность | Численность, чел. | Доля    |
| -------------- | ----------------- | ------- |
| всего          | 130               | 100,0 % |
| Марийцы        | 117               | 90 %    |
| Русские        | 12                | 9,2 %   |
| Татары         | 1                 | 0,8 %   |

## Описание
Улично-дорожная сеть деревни имеет асфальтовое покрытие. Жители проживают в индивидуальных домах, не имеющих централизованного водоснабжения и водоотведения. Деревня газифицирована.